# Zouvoul
Zouvoul est une localité du Cameroun située dans le département du Mayo-Tsanaga et la Région de l'Extrême-Nord. Elle fait partie de la commune de Hina. C'est une chefferie de 3e degré.

## Population
En 1966-1967, Zouvoul comptait 1 107 habitants, pour la plupart Daba, Hina ou Foulbé.
Lors du recensement de 2005, elle en comptait 2 178.
On y parle notamment le mazagway, une langue tchadique biu-mandara.